# Collegio uninominale Toscana - 06 (Senato della Repubblica)
Il collegio elettorale uninominale Toscana - 06 è stato un collegio elettorale uninominale della Repubblica Italiana per l'elezione del Senato tra il 2017 ed il 2022.

## Territorio
Come previsto dalla legge elettorale italiana del 2017, il collegio era stato definito tramite decreto legislativo all'interno della circoscrizione Toscana.
Era formato dal territorio di 45 comuni: Bientina, Buti, Calci, Calcinaia, Capannoli, Casale Marittimo, Casciana Terme Lari, Cascina, Casole d'Elsa, Castelfranco di Sotto, Castellina Marittima, Castelnuovo di Val di Cecina, Chianni, Colle di Val d'Elsa, Crespina Lorenzana, Fauglia, Fucecchio, Gambassi Terme, Guardistallo, Lajatico, Montaione, Montecatini Val di Cecina, Montescudaio, Monteverdi Marittimo, Montopoli in Val d'Arno, Orciano Pisano, Palaia, Peccioli, Pisa, Poggibonsi, Pomarance, Ponsacco, Pontedera, Radicondoli, Riparbella, San Gimignano, San Giuliano Terme, San Miniato, Santa Croce sull'Arno, Santa Luce, Santa Maria a Monte, Terricciola, Vecchiano, Vicopisano, Volterra.
Il collegio era parte del collegio plurinominale Toscana - 02.

## Eletti
| Elezione | Elezione | Senatore         | Partito      |
| -------- | -------- | ---------------- | ------------ |
|          | 2018     | Rosellina Sbrana | Lega         |
|          | 2021     | Rosellina Sbrana | Gruppo misto |

## Dati elettorali

### XVIII legislatura
Come previsto dalla legge elettorale, 116 senatori erano eletti con sistema a maggioranza relativa in altrettanti collegi uninominali a turno unico.
| Candidati              | Candidati                  | Voti    | %     | Liste                           | Voti    | %     |
| ---------------------- | -------------------------- | ------- | ----- | ------------------------------- | ------- | ----- |
|                        | Rosellina Sbrana ✔️ Eletto | 91 577  | 32,75 | Lega                            | 54 267  | 19,41 |
| Forza Italia           | Rosellina Sbrana ✔️ Eletto | 91 577  | 32,75 | 26 258                          | 9,39    |       |
| Fratelli d'Italia      | Rosellina Sbrana ✔️ Eletto | 91 577  | 32,75 | 9 751                           | 3,49    |       |
| Noi con l'Italia - UDC | Rosellina Sbrana ✔️ Eletto | 91 577  | 32,75 | 1 301                           | 0,47    |       |
|                        | Valeria Fedeli             | 89 589  | 32,04 | Partito Democratico             | 80 674  | 28,85 |
| +Europa                | Valeria Fedeli             | 89 589  | 32,04 | 6 239                           | 2,23    |       |
| Italia Europa Insieme  | Valeria Fedeli             | 89 589  | 32,04 | 1 602                           | 0,57    |       |
| Civica Popolare        | Valeria Fedeli             | 89 589  | 32,04 | 1 074                           | 0,38    |       |
|                        | Valeria Marrocco           | 70 514  | 25,22 | Movimento 5 Stelle              | 70 514  | 25,22 |
|                        | Paolo Fontanelli           | 14 817  | 5,30  | Liberi e Uguali                 | 14 817  | 5,30  |
|                        | Sandro Giacomelli          | 5 024   | 1,80  | Potere al Popolo!               | 5 024   | 1,80  |
|                        | Moira Nieri                | 2 812   | 1,01  | Partito Comunista               | 2 812   | 1,01  |
|                        | Matteo Pacini              | 1 997   | 0,71  | CasaPound                       | 1 997   | 0,71  |
|                        | Daniela Daveri             | 1 553   | 0,56  | Il Popolo della Famiglia        | 1 553   | 0,56  |
|                        | Lucia Montini              | 1 258   | 0,45  | Italia agli Italiani            | 1 258   | 0,45  |
|                        | Andrea Domenici            | 481     | 0,17  | Per una Sinistra Rivoluzionaria | 481     | 0,17  |
| Totale                 | Totale                     | 279 622 | 100   |                                 | 279 622 | 100   |
|                        |                            |         |       |                                 |         |       |
| Voti non validi        | Voti non validi            | 8 082   | 2,81  |                                 |         |       |
| Votanti                | Votanti                    | 287 704 | 78,52 |                                 |         |       |
| Elettori               | Elettori                   | 366 430 |       |                                 |         |       |